# Vassady Khotyotha
Vassady Khotyotha és una política laosiana. És membre del Partit Popular Revolucionari de Laos. És representant de l'Assemblea Nacional de Laos per a la província d'Attapu (circumscripció 17).